# 德国联邦铁路111型电力机车
德国联邦铁路111型电力机车（德語：DB-Baureihe 111）是德国联邦铁路（1994年后为德国铁路）使用的一款四轴电力机车型号，在1974年至1984年期间共计生产了227台。其使用范围如今主要集中在限速为160km/h的区域铁路和短途铁路客运，并担当部分轻型长途铁路客运的牵引任务。在1980年代，111型机车也曾用作莱茵-鲁尔城市群的S-Bahn运输，并加装有目的地显示屏和采用相应的涂装。

## 历史

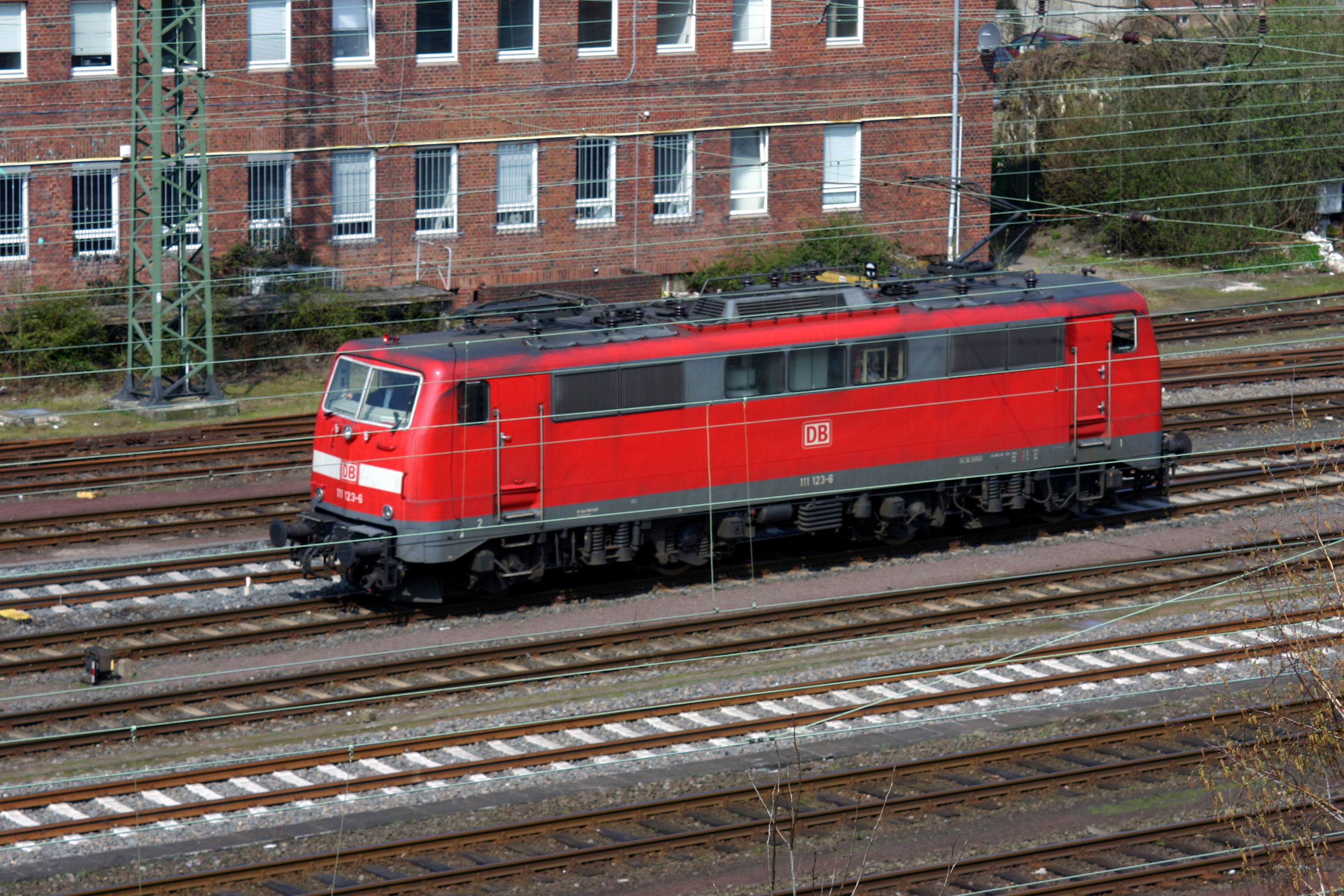
111 123号机车运行于明斯特（2006年）

111型电力机车是德国联邦铁路110型电力机车的后续车型。当110型停产后，市场上仍然需要进一步高速运转的电力机车，因此在1970年代初，当时的德国联邦铁路决定在技术已日趋成熟的110型基础上研发后续车型111型。
新机车的研发重点在于新式转向架的运用和改善驾驶环境，藉此提高司机在高速运行时的平稳度。因此，总部设于慕尼黑的联邦铁路中央局和克劳斯-玛菲开发了一套“德国联邦铁路标准化驾驶室”（DB-Einheitsführerstand），它根据最新的人体工程学设计，至今仍被广泛运用于德国铁路的新造机车和控制车当中。
首台机车，111 001号车于1974年12月在克劳斯-玛菲工厂竣工。其余的226台机车则在1984年以前、除克劳斯-玛菲外还分别由亨舍尔、克虏伯、西门子和AEG制造，BBC也参与了机车电气部分的生产。111型机车本应是德国联邦铁路采购的最后一款使用传统交流电技术的电力机车，因为此后它仅专注于开发三相异步技术的机车（120型电力机车作为德国的首款三相交流电机车，已在伺机而动）。然而在1991年，德国联邦铁路因为政治原因全数接收了德国国营铁路的机车，其中在原东德运行的112.1型电力机车也是使用传统交流电技术。

### S-Bahn运营
由于完全使用动力分散式列车的成本过于昂贵，以及出于政治考量，莱茵-鲁尔S-Bahn在1979年也采购了111型机车，它们决定利用该机车牵引与德国联邦铁路420型电力动车组相同的x型车厢，组成动力集中式列车编组。因此111 111号车至111 188号车需要返厂进行改造，变更为与S-Bahn相应的涂装及加装设备，例如首次在机车上使用的多路复用目的地显示屏。
为了与常规的111型机车作区分，用于S-Bahn的111型机车在内部又被称作113型，并甚至计划将此作为正式型号。但自那时起，所有的111型机车均已主要运用于区域铁路运输，因此其余搭载有目的地显示屏的111型机车已不再需要进行区分。

### 长途运营
1979年，德国联邦铁路为创造更大的运营收益，开始在城际列车类别中引入二等车厢。此外，城际列车的运行网络也被扩大，在主要线路上的发车间隔提升至每小时1班。而主要担当本务的德国联邦铁路103型电力机车原本是为高速运行而设的机车，在140-160km/h的限速中牵引重载列车会对其大马力发动机磨损严重。同时，111型机车已对转向架进行了优化，在性能方面仍有提升的空间。因此自1980年5月起，所有111型机车的最高限速由150km/h调整至160km/h，从而开始担当城际列车的牵引任务。随着区际列车投入铁路运输后，也有为数不少的111型机车投入这一类别的服务，主要运行于限速在160km/h一下的线路中。

### 近代运营

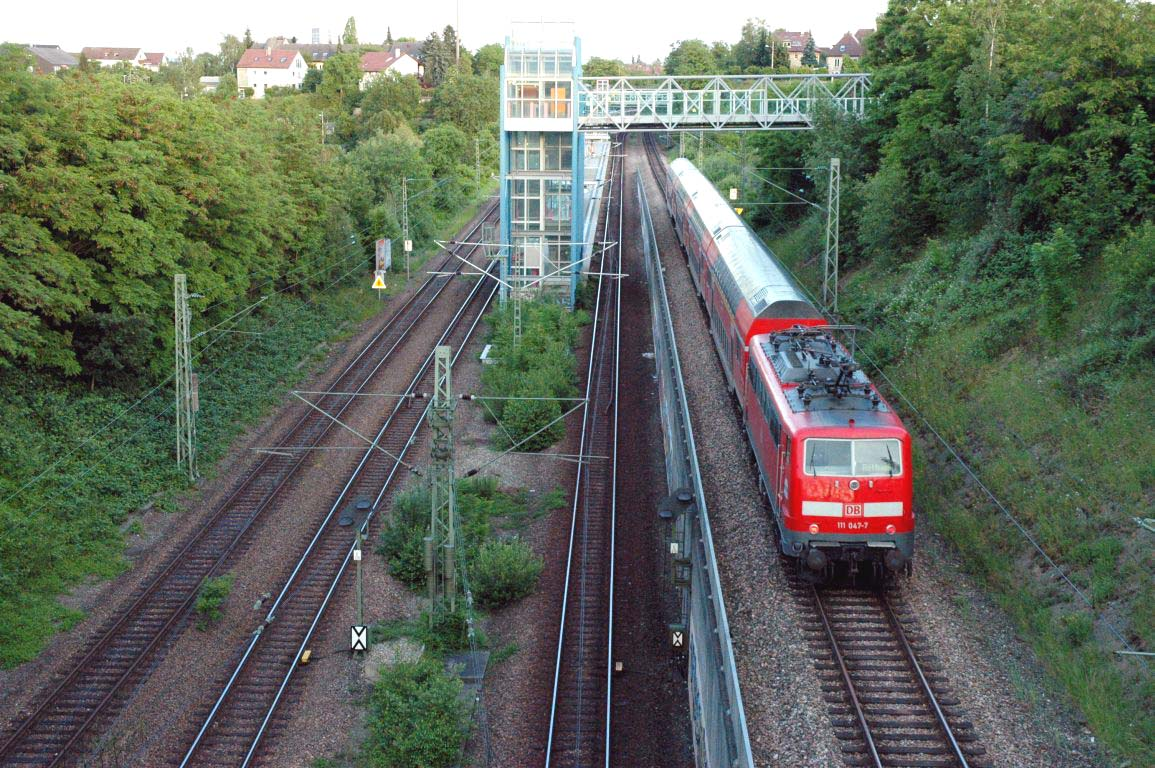
111 047号机车牵引双层区域快车运行于斯图加特附近（2005年）

在德国铁路改革的第三阶段后，111型机车全数配属至德铁区域运输，因此其运营范围越来越集中在区域铁路运输。大约从1998年开始，尤其是在区际列车的数量大幅缩减后，111型机车在长途运输中的运用已变得非常罕见，它们大多由长途客运机车所取代。在S-Bahn运营中，111型机车自1993年起开始被逐步替换为原东德的德国铁路143型电力机车，不过，最后的111型机车仍可在1997年6月发布的S-Bahn服务中出现。从2010年12月至2013年初期间，纽伦堡S-Bahn重新使用111型机车担当牵引任务，作为当时尚未批准运行的新造德国铁路442型电力动车组的临时替代品。111型机车牵引货运列车的运作除了在投入运营的第一年外，仅有个别情况发生在境外。近年来，他已完全不再担当货列牵引任务。
随着双层车厢从1990年代开始大量交付使用，111型机车时至今日仍在主要线路上牵引这类车厢担当现代化的铁路客运任务。但近年来，这一任务已更多的交由新造的德国铁路146型电力机车担当，同时在其它方面富余的德国铁路114型电力机车也会参与到这项工作中。111型机车则继续担当传统的单层推挽式车厢任务，持续不断的运用得益于其技术的通用性和最高限速的设定，这极大的延长了它的使用年限。
111型机车在不久的将来会被替换，不断交付的146型机车将会逐渐全面取代包括111型、141型、110型以及143型机车在内的牵引任务。自2013年初以来，已有许多111型机车达到退役和报废的年限。然而，最终的停运截止期限和召回仍然没有明确的时间表。

## 结构

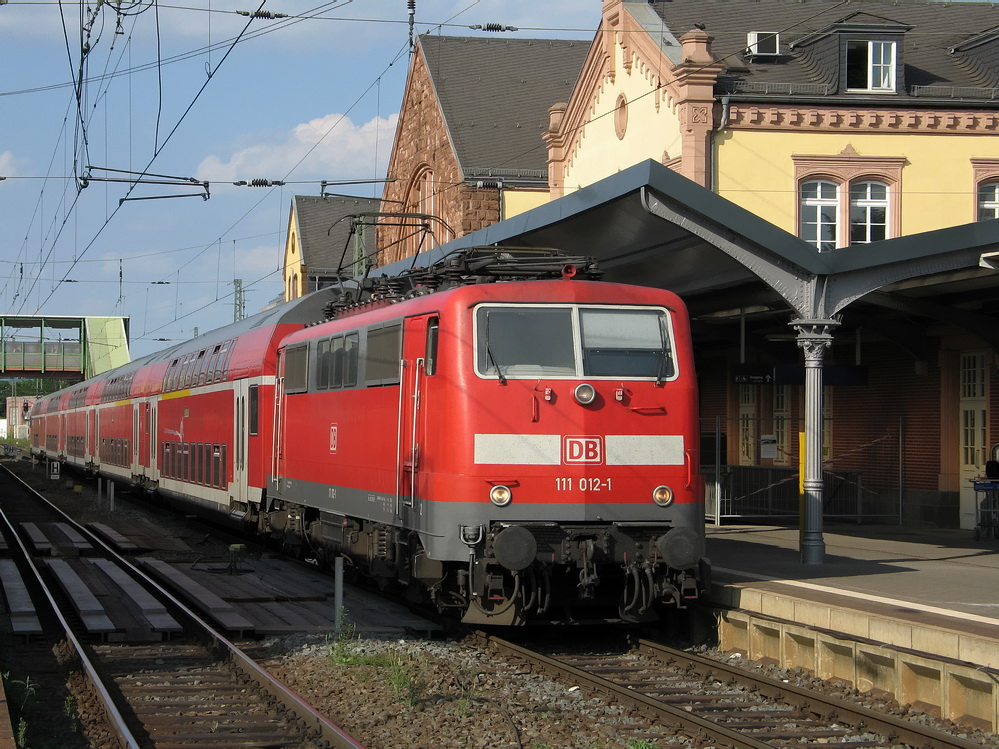
采用DBS54型受电弓的111 012号机车

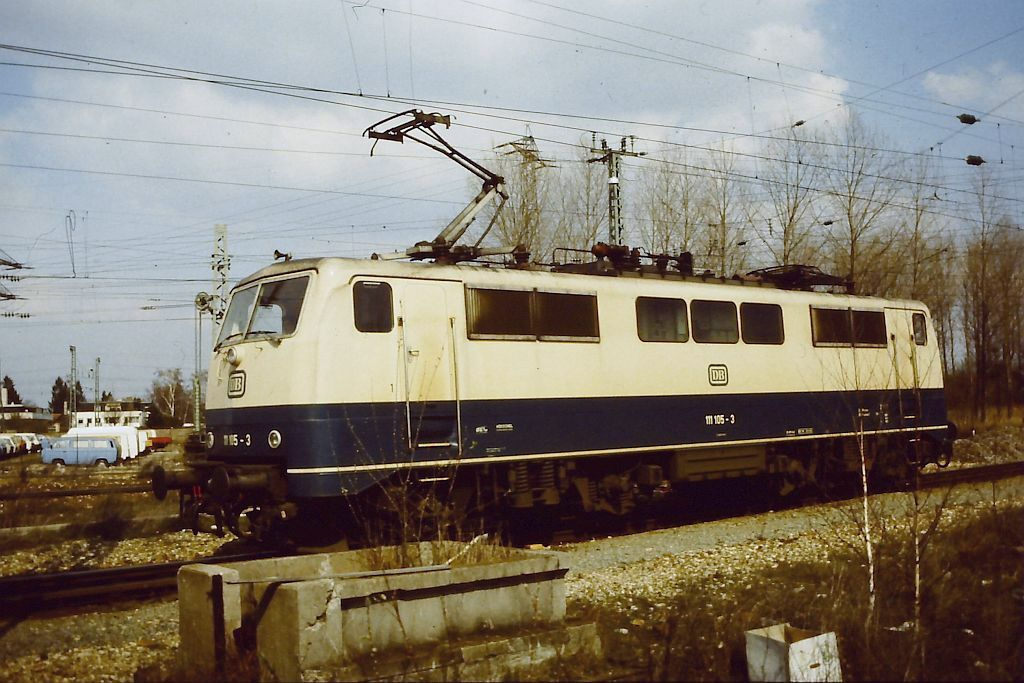
采用WBL79型受电弓的111 105号机车

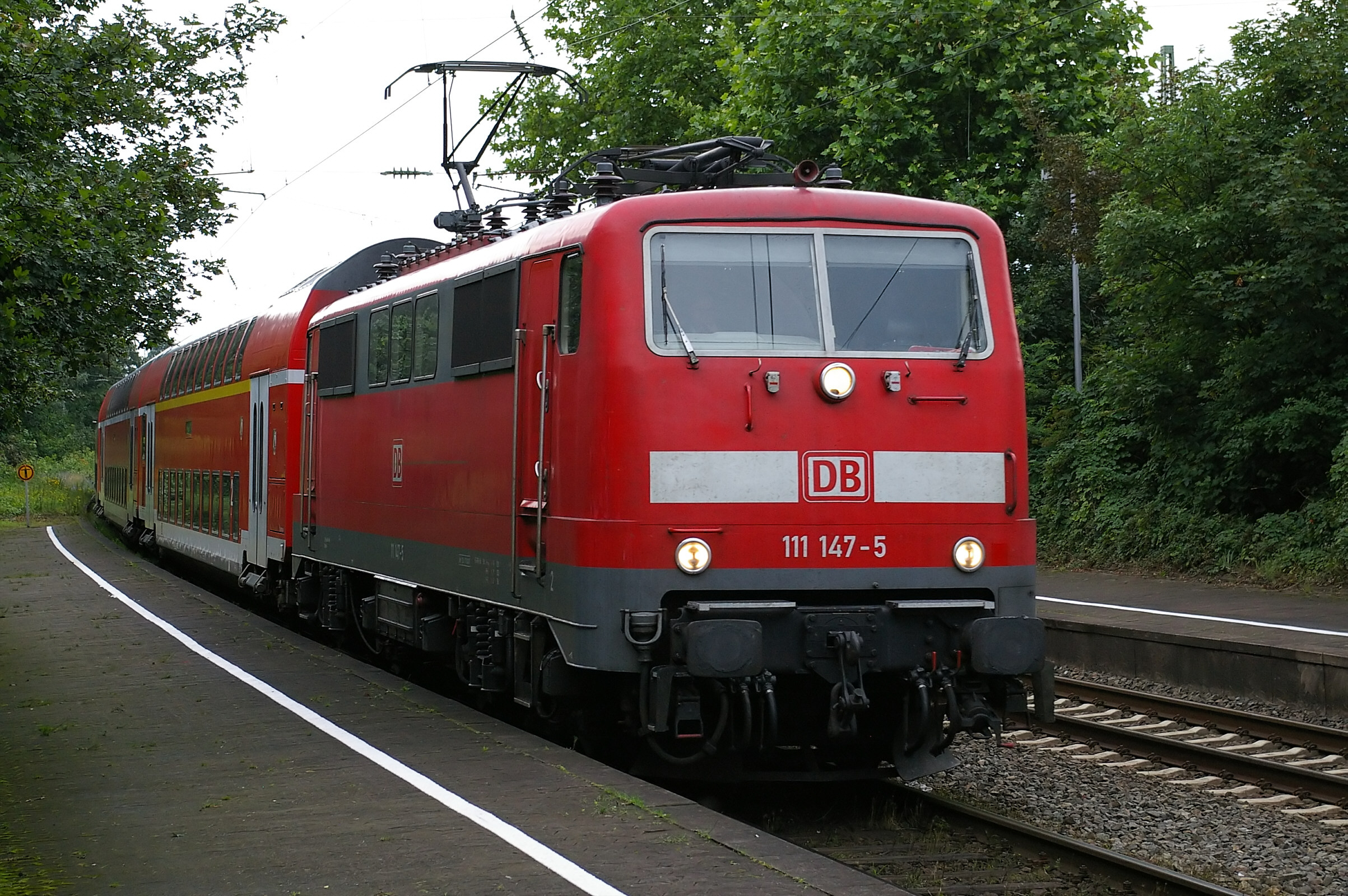
采用SBS65型受电弓的111 147号机车

111型机车的结构基本上是根据110型机车的基础所设计，但对一些部件进行了改良和优化。其中的机械部件，尤其是转向架采用了新的技术，轮对在此采用双纽线传动杆传动。而作为车体的支撑，采用的是灵活性的高圆簧悬挂。在电气部件中，111型机车继续沿用原110型和140型的驱动马达和变压器。在传动方式上，最初采用的是与103型机车类似的万向空心轴传动，在110 466号机车对空心轴弹性传动完成测试验证后，110型及111型机车又转换为这一方式。而103型机车的传动方式仅在160km/h以上的速度中才能发挥显著的优点。111型机车车顶搭载了全新的SBS 65型单臂受电弓，但是部分机车（111 001号-111 146号）在使用后不久便被拆卸更换为DBS 54型双臂受电弓，这也是103型机车所使用的类型。因此111型机车的首个系列至今仍在使用DBS 54型受电弓。然后从111 147号机车开始统一使用SBS 65型受电弓，从111 179号机车开始则使用改良版本的SBS 81型。另有4台机车111 103-105号和109号在1980年代经过测试后，开始使用WBL 79型受电弓，这是至今仍在使用的中置铰接受电弓。
变压器维持直立安设于发动机房的中部，然而发动机房的区域划分经过了修改，以便使变压器的前端和后端仅通过一条中央通道连接。牵引电动机的电路通过既定的方式由高电压端输送至电动机运作，后者通过晶闸管断路器设有28个档位。电动机也可以作为电动制动器，然后再经由各自的电阻制动进行运作。111型机车的制动性能及功率均比110型机车有所提高。机车制动产生的热量通过机顶的通风口散失。制动器由霍尔效应传感器控制，后者已在最后生产的110型机车中投入使用。除电动制动器外，机车还配备多极空气制动器，可以通过气动、直动辅助制动和每个转向架的主轴制动。当行车制动与司机制动阀被间接激活，以及电动制动器对制动盘进行耦合控制后，空气制动器与机车的间接效力会被禁用。只有在快速制动时，空气制动器和电动制动器才会同时运作。而当电动制动器失效后，空气制动器会立即补充制动。目前，111系列的机车均已加装电子防滑设备，它可通过两种制动器运作，以避免机车在秋季因车轮过度磨损而造成的倾斜。

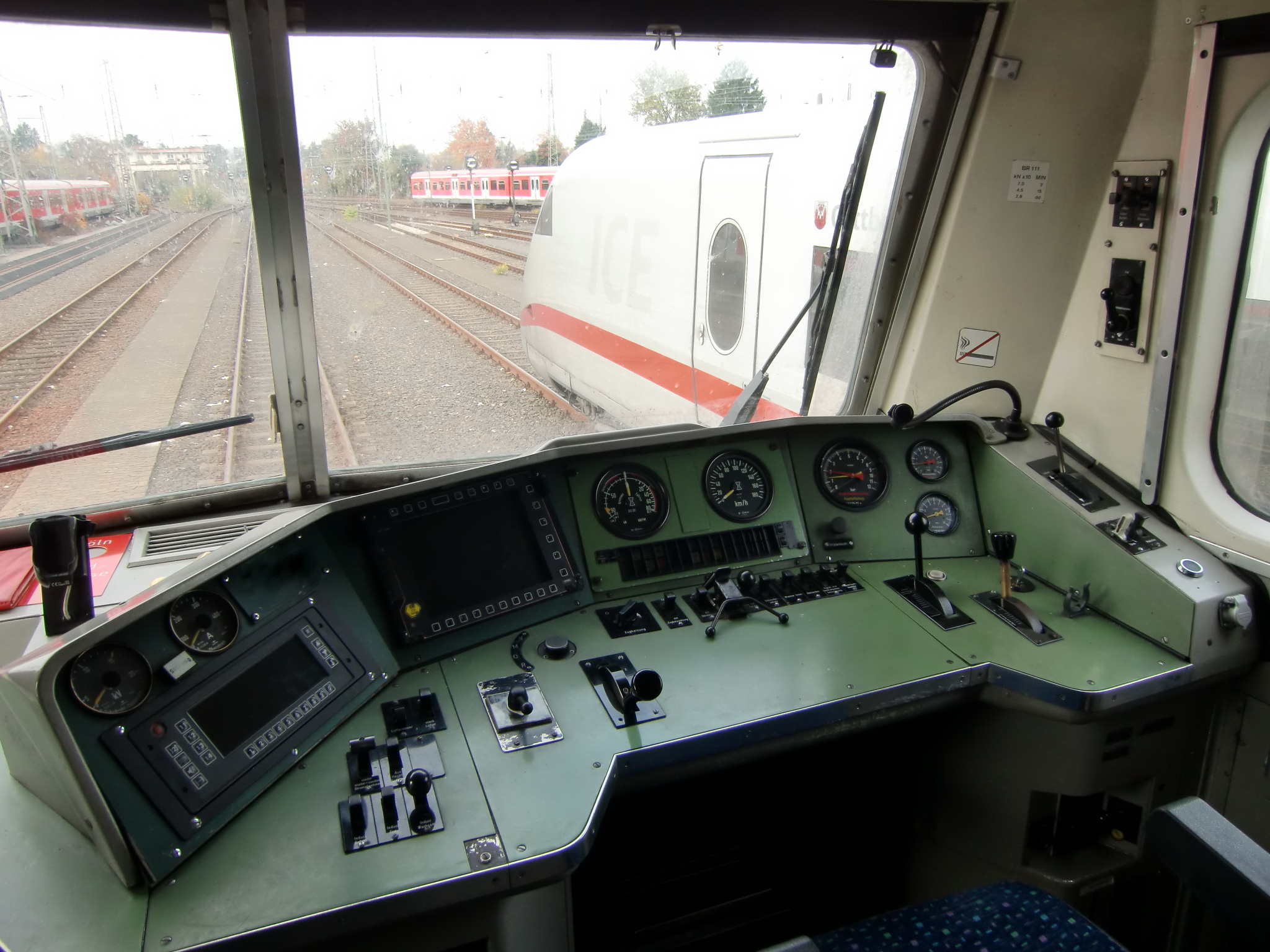
驾驶舱

111型机车的控制系统和主电路与以往的110型机车相比几乎没有发生变化，但新增加了一套此前已运用于103型和151型机车的监控限制装置，并允许111型机车的操作变得更为简单：操作员可以通过脉冲控制器（上下推杆）或电子牵引力控制系统对机车进行控制。这些所谓的“Z控制系统”（Z-Steuerung）能确保预先选择的电动机在大致保持恒定运作的状态下不进行干预，即便是在速限提升时的转数略有下降。因为随着速度的增加，车轮与轨道之间的摩擦系数也会略有减少。这套监控限制装置也被称为“启动监控器”（Anfahrüberwachung），它通过持续介入变速器，以确保对电动机、电压以及电流的最大值进行监测。自动防滑设备也被集成至启动监控器中，可在低附着力和过弯的情况下发挥防滑制动作用。所有机车均配备了可与动力集中式或动力分散式控制车相接的36芯控制电缆接口。运用于S-Bahn服务的111 111号至188号机车在出厂时加装了动力集中式列车时刻显示屏控制设备（zeitmultiplexe Wendezugsteuerung，简称）以及用于普通车厢的时刻显示屏增强控制设备（ZWS-Zusatz），即如今改称的多路复用显示屏设备（frequenzmultiplexe Zugsteuerung，简称）。在用作牵引双层车厢时，部分原S-Bahn机车还于1990年代加装了双层列车时刻显示屏控制设备（zeitmultiplexe Doppeltraktionssteuerung，简称）。同时，几乎所有其它的111型机车均已配备ZWS、ZDS或FMZ设备，部分更是加装了旅客信息系统。
所有机车在出厂时均配备了当前使用的PZB I60型列车控制系统。由于这套基于继电器回路的系统只能监控随时间变化的速度，因此使用该系统的机车在运行速度超过140km/h时通常需要配备一位额外的控制员。为了节省人力资源，以及增加安全性，制造商又开发了一套基于电脑技术的列车控制系统，被称作I60R型。它可监控驾驶情况和路径状况，并在信号切换前及时作出反应。1990年代初，111 210号至218号共计9台机车搭载了此设备进行测试和验证。随着新型列车控制系统的交付使用，111型机车的最高限速可以达到160km/h。

## 涂装
111型机车在其逾30年的运营生涯中曾使用过多种色彩涂装。在刚交付使用时，它使用的是当时普遍的海蓝色+米色涂装；而在莱茵-鲁尔S-Bahn中服役的111 111至188号机车则采用特有的橙色（RAL 2004）+灰色涂装。
1985年，德国联邦铁路首次对配属慕尼黑机务段的两台机车（111 068号及069号）进行全新的红色涂装测试，并最终为其旗下所有的车型统一采用这种配色方案。而作为主要测试的一部分，原本采用海蓝色+米色涂装的机车在1987年底逐步替换为东方红色（RAL 3031）为主色+白色围嘴的配色方案作为一种对照。
随着交通红色（RAL 2020）的配色方案最终确立，原本采用海蓝色+米色、东方红色和S-Bahn色的涂装逐渐在1990年代末期消失。其中的例外是111 156号、158号、175号和176号机车，它们仅对原S-Bahn涂装进行更新：将机车腹部的橙色条纹更换为交通红色条纹。时至今日，所有的111型机车（包括原S-Bahn机车）均已才用标准的交通红色涂装。
111 049号机车在1990年代初曾担当汉莎机场快车的牵引本务，因此曾被漆以汉莎航空的黄色+浅灰色涂装。111 030号机车也曾被冠以“吸血鬼机车”的称谓，因为它在2005年以前均采用音乐剧《吸血鬼之舞》的广告涂装（深蓝色）。
2008年5月30日，在慕尼黑建城850周年之际，111 027号机车面向公众喷涂成特色油画涂装。这台银色的机车展示的图案包括慕尼黑之子和圣母教堂的塔尖。此外，德铁区域运输还计划将111型机车运用于前往罗森海姆、特勞恩施泰因、米滕瓦尔德和乌尔姆等巴伐利亚南部线路之中，因此配属巴伐利亚的3台同型号机车也分别被漆以巴伐利亚铁路公司（标语为，铁道之国巴伐利亚）、德国阿尔卑斯俱乐部（标语为，随铁路上山）和慕尼黑申办2018年冬奥会的广告涂装。

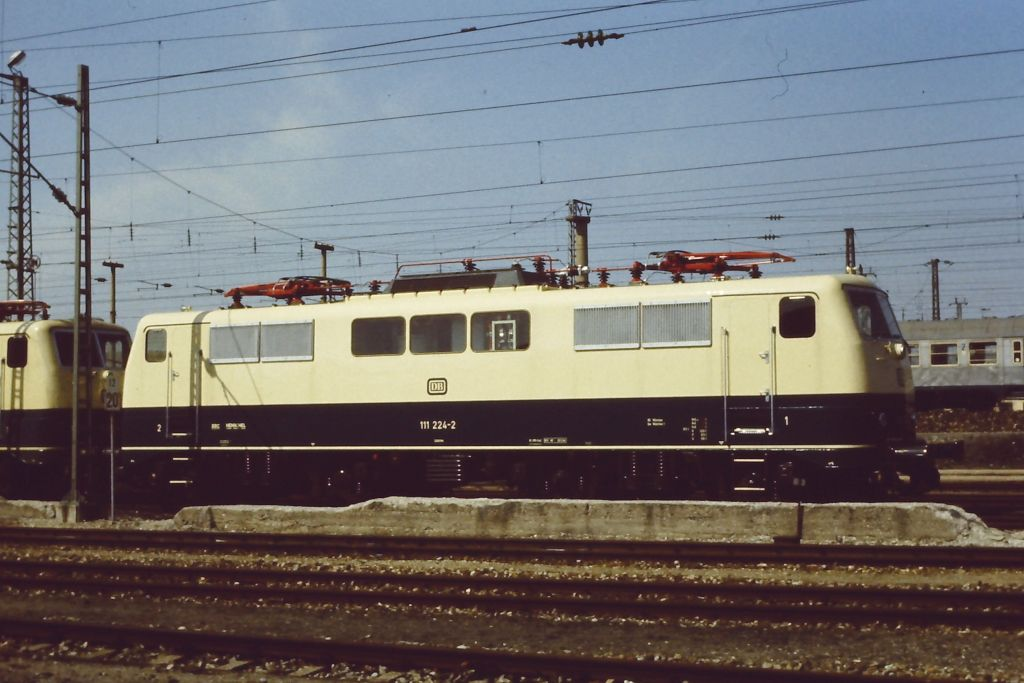
采用海蓝色+米色涂装新交付的111 224号机车
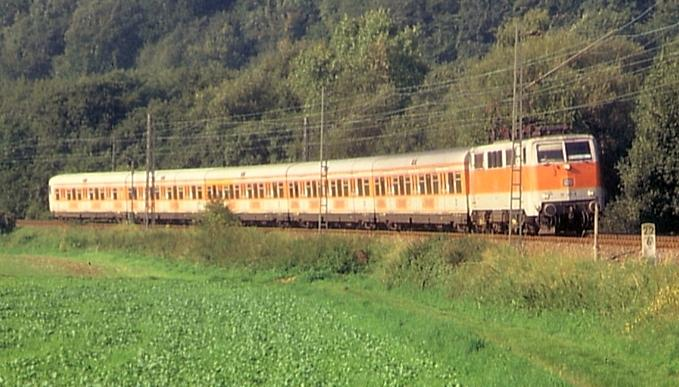
采用S-Bahn涂装的111型机车
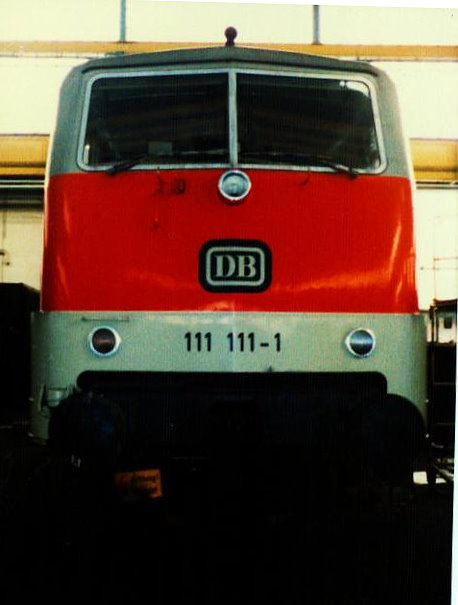
停靠于维修车间的111 111号机车（1984年）
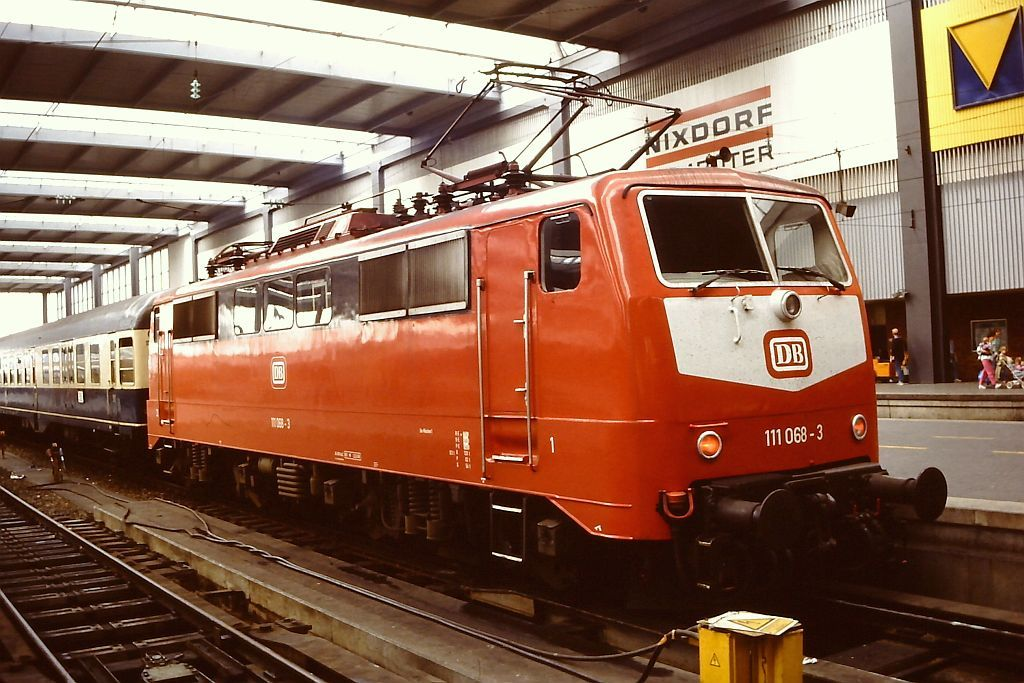
首台采用东方红涂装的111 068号机车
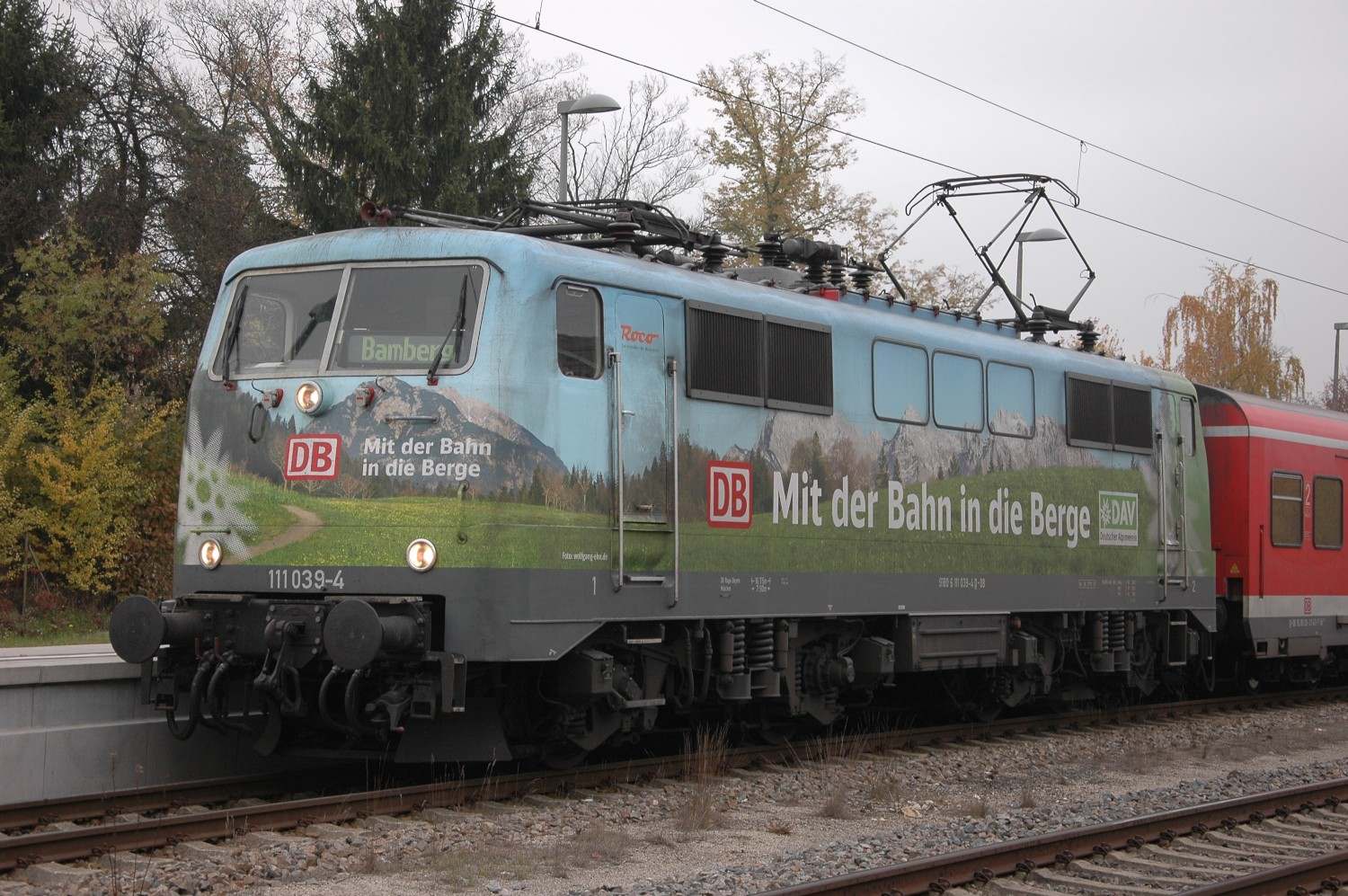
采用德国阿尔卑斯俱乐部（德语：Deutscher Alpenverein）广告涂装的111 039号机车
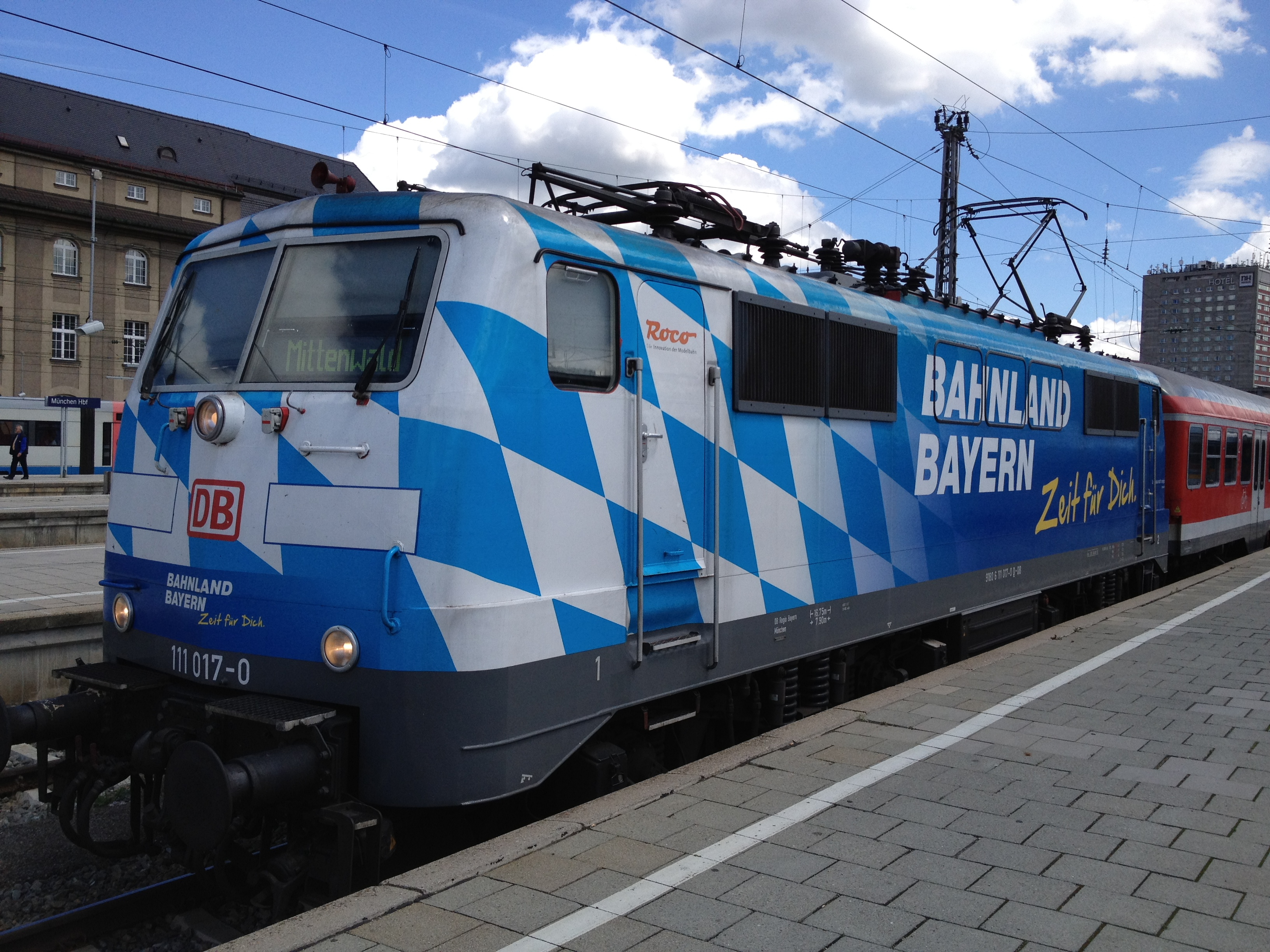
采用巴伐利亚铁路公司（德语：Bayerische Eisenbahngesellschaft）广告涂装的111 017号机车